# Балаш Петро Іванович
Балаш Петро Іванович (12 липня 1949 — 29 січня 2024, Кропивне, Чернігівська область) — видатний український бджоляр, почесний пасічник та апітерапевт України, засновник громадської організації «Спілка бджолярів Ніжинщини», розробник оздоровчого вулика.

## Життєпис
Петро Іванович народився 12 липня 1949 року в селі Кропивне Ніжинського району Чернігівської області. Після закінчення середньої школи, з 1968 року по 1975 рік працював водієм автомашини транспортного цеху Ніжинського машинобудівного заводу. Далі, з 1975 року до 1988 — автокранівником Ніжинського ПМК-211. Паралельно закінчив у 1987 році Ніжинський технікум механізації сільського господарства.
З 1988 по 1994 р. працював майстром виробничого навчання у Ніжинському технікумі механізації сільського господарства, а з листопада 1994 року і до завершення своєї трудової біографії у червні 2011 року — працював інженером Ніжинської нафтогазорозвідувальної експедиції по випробуванню свердловин ДП «Чернігівгазнафтогазеологія» після чого пішов на пенсію.

### Бджільництво
Шлях Петра Івановича в бджільництві розпочався з декількох вуликів, які він придбав після прикрої хвороби — другого інсульту. Все своє життя він стверджував, що саме бджоли тоді допомогли йому вилікуватись і знову стати на ноги.
В 2009 році Балаш П. І. розробив оздоровчий вулик, який згодом набув широкої популярності як в Україні, так і за кордоном. Передбачалось, що завдяки лікувальним властивостям вулика нормалізується обмін речовин, відбуваються процеси реполяризації клітин, підвищення імунітету, лікування окремих станів (стрес та перевтома) та захворювань нервової системи.
За розробку оздоровчого вулика, Балаш Петро Іванович, в 2011 році був нагороджений Дипломом почесного пасічника України, а в 2013 році — Дипломом Почесного апітерапевта України від Президента асоціації апітерапевтів України.
З 2009 року Петро Іванови проводив щорічні благодійні акції (до свята Св. Миколая, 8 березня, до дня захисту дітей, Медовий Спас і т. ін.) зі збору меду та передачі його дітям-інвалідам, людям похилого віку та для українських воїнів.
Вперше, за ініціативи Балаша П. І., в 2014 році було започатковано проведення Свята Меду в м. Ніжині та Ніжинському районі, під час якого проводився ярмарок з продажу товарів бджільництва, відбувались благодійні акції.
За благодійну діяльність 18 грудня 2017 року був нагороджений Патріархом Київської і всієї Руси-України медаллю «За жертовність і любов до України».
З 2018 року, завдяки зусиллям Балаша П. І. були встановлено пам'ятний хрест на могилі основоположника українського бджільництва — П. І. Прокоповича та проводились щорічні дні вшанування пам'яті 12 липня. В 2019 році Петро Іванович отримав Почесну відзнаку Спілки пасічників України «Орден Петра Прокоповича».

## Нагороди
- Грамота обласного товариства бджолярів в Чернігівській області, 2009 р.
- Диплом почесного пасічника України президента Спілки пасічників України, 2011 р.
- Диплом Почесного апітерапевта України Президента асоціації апітерапевтів України, 2013 р.
- Почесна грамота Всеукраїнської громадської організації «Братство бджолярів України», 2013 р.
- Почесна грамота Чернігівської обласної ради ЗА багаторічну сумлінну працю, високий професіоналізм та з нагоди Дня Незалежності України, 2013 р.
- Диплом За вагомі здобутки в галузі бджільництва Національного наукового центру «Інститут бджільництва ім. П. І. Прокоповича» Національної академії аграрних наук України, 2014 р.
- Всеукраїнська відзнака імені Костя Місевича «За подвижництво у бджільництві», 2015 р.
- Грамота Верховної Ради України «За заслуги перед Українським народом», 2016 р.
- Диплом лауреата районного конкурсу-премії «Гордість району — 2017» в номінації «Громадський діяч», 2017 р.
- Грамота Ніжинської районної державної адміністрації, 2018 р.
- Почесна відзнака Спілки пасічників України, 2018 р.
- Грамота за заслуги перед Помісною Українською Православною Церквою та жертовність і любов до України медаль святого Архістратига Михаїла, 2019 р.
- Почесна відзнака Спілки пасічників України «Орден Петра Прокоповича», 2019 р.